# Mohamed Bazoum
Mohamed Bazoum (arabisk: محمد بازوم; født 1. januar 1960) er en nigersk politiker som var Nigers præsident fra 2021 til 2023. Han blev præsident i april 2021 efter at have vundet præsidentvalget i Niger i 2020-21 og efter et mislykket kupforsøg i marts 2021. Han blev afsat ved et statskup i 2023 udført af medlemmer nationalgarden og Nigers militær ledet af general Abdourahamane Tchiani.
Bazoum blev opstillet til præsidentvalget af det regerende parti, PNDS-Tarayya ("Det nigerske parti for demokrati og socialisme"). Han var udenrigsminister fra 1995 til 1996 og igen fra 2011 til 2016. Han var kortvarigt minister tilknyttet præsidentembedet i 2016 og efterfølgende indenrigsminister fra 2016 til han blev præsident i 2021. Bazoum vandt anden valgrunde af præsidentvalget med 55,67 % af stemmerne foran tidligere præsident Mahamane Ousmane.
Bazoum, som tilhører det arabiske mindretalsstamme ouled slimane, var den første arabiske præsident i Nigers historie.
Bazoum er gift med Hadiza Mabrouk Bazoum. De har fire børn.